# Eoscarta nigrifrons
Eoscarta nigrifrons är en insektsart som beskrevs av Schmidt 1928. Eoscarta nigrifrons ingår i släktet Eoscarta och familjen spottstritar. Inga underarter finns listade i Catalogue of Life.